# Frobenius Orgelbyggeri
Frobenius Orgelbyggeri (Th. Frobenius og Sønner Orgelbyggeri A/S), er et dansk orgelbyggeri med hovedsæde i Birkerød. Firmaet blev grundlagt i 1909 af Theodor Frobenius.
Frobenius har bygget over 1.000 orgler, deriblandt orglet i Aarhus Domkirke, der er Danmarks største kirkeorgel.

## Udvalgte Frobenius-orgler
- Jerusalemskirken, København, 35 registre (1916)
- Aarhus Domkirke, 89 registre (1928-2001)
- The Queen's College, Oxford, England, 22 registre (1965)
- Church of the Assumption, Tullamore, Irland, 53 registre (1965; Flyttet fra Vor Frue Kirke, København i 1994)
- First Congregational Church, Cambridge, Massachusetts, USA, 40 registre (1972)
- Ribe Domkirke, 50 registre (1973/1994)
- Sct. Mortens Kirke, Næstved, 44 registre (1975)
- Vangede Kirke, Gentofte, 40 registre (1979, orgelfaceden tegnet af Johan Otto von Spreckelsen)
- Takayama Mahikari Grand Shrine, Japan, 45 registre (1984)
- Opstandelseskirken, Albertslund, 36 registre (1992)
- Marienfelde Kirche, Berlin, Tyskland, 32 registre (1994)
- Canongate Kirk, Edinburgh, Skotland, 19 registre (1998, Frobenius-orgel nr. 1000)
- Jørlunde Kirke, 24 registre (2009, disposition af Frederik Magle)

## Ekstern henvisning
- Firmaets hjemmeside Arkiveret 25. oktober 2020 hos  Wayback Machine

- Wikimedia Commons har flere filer relateret til Frobenius Orgelbyggeri